# 17039 Yeuseyenka
17039 Yeuseyenka è un asteroide della fascia principale. Scoperto nel 1999, presenta un'orbita caratterizzata da un semiasse maggiore pari a 2,7539882 UA e da un'eccentricità di 0,0343672, inclinata di 4,99097° rispetto all'eclittica.